# Élections constituantes de 1946 en Moselle
Les élections constituantes françaises de 1946 se tiennent le 2 juin. Ce sont les deuxièmes élections constituantes, après le rejet du projet de Constitution française du 19 avril 1946 lors du référendum du 5 mai.

## Mode de scrutin
L'assemblée constituante est composée de 586 sièges pourvus au scrutin proportionnel plurinominal suivant la règle de la plus forte moyenne dans chaque département, sans panachage ni vote préférentiel.
Dans le département de la Moselle, sept députés sont à élire.

## Élus
| Député sortant | Parti | Parti | Député élu ou réélu | Parti | Parti |
| -------------- | ----- | ----- | ------------------- | ----- | ----- |
| Pierre Muller  |       | PCF   | Pierre Muller       |       | PCF   |
| Robert Schuman |       | MRP   | Robert Schuman      |       | MRP   |
| Robert Sérot   |       | MRP   | Joseph Schaff       |       | MRP   |
| Jules Thiriet  |       | MRP   | Jules Thiriet       |       | MRP   |
| Émile Engel    |       | MRP   | Émile Engel         |       | MRP   |
| Alfred Krieger |       | UDSR  | Alfred Krieger      |       | UDSR  |
| Jacques Baumel |       | UDSR  | Henri Giraud        |       | PRL   |

## Résultats

### Résultats à l'échelle du département
| Parti    | Parti    | Tête de liste  | Résultats | Résultats | Sièges |  |
| Parti    | Parti    | Tête de liste  | Voix      | %         |        |  |
| -------- | -------- | -------------- | --------- | --------- | ------ |  |
|          | MRP      | Robert Schuman | 111 312   | 43,36     | 4      |  |
|          | PCF      | Pierre Muller  | 50 657    | 19,73     | 1      |  |
|          | RGR      | Alfred Krieger | 41 889    | 16,32     | 1 1    |  |
|          | PRL      | Henri Giraud   | 33 754    | 13,15     | 1 1    |  |
|          | SFIO     | Edmond Psaume  | 19 124    | 7,45      | -      |  |
|          |          |                |           |           |        |  |
| Inscrits | Inscrits | Inscrits       | 328 315   | 100,00    | 7      |  |
| Votants  | Votants  | Votants        | 261 822   | 79,75     |        |  |
| Exprimés | Exprimés | Exprimés       | 256 736   | 98,06     |        |  |